# Guido von Starhemberg
Guido von Starhemberg ou Guido Wald Rüdiger, comte de Starhemberg, né le 11 novembre 1657 à Graz et mort le 7 mars 1737 à Vienne, est un officier au service de la maison d'Autriche, commandant en chef des armées des empereurs Joseph Ier et Charles VI pendant la guerre de Succession d'Espagne (1701-1714).

## Biographie

### Carrière initiale
Il servit d'abord sous les ordres de son cousin, le gouverneur de Vienne Ernst Rüdiger von Starhemberg (1638-1701), qui défendit victorieusement la capitale du Saint-Empire contre les Turcs lors du siège de 1683. Puis il combattit aux côtés du prince Eugène au siège d’Ofen (1686), à la bataille de Mohács (1687), au bombardement de Belgrade (6 septembre 1688), s'illustra à la bataille de Slankamen (19 août 1691) et de Zenta (11 septembre 1697). 

### La guerre de Succession d'Espagne
Au cours de la guerre de Succession d'Espagne, Starhemberg combattit en Italie et en Espagne. En 1703, il parvint à empêcher la jonction des forces françaises et bavaroises dans le Tyrol. De 1706 à 1708 il fut général en chef de l'armée impériale en Hongrie, réprimant l’insurrection de François II Rákóczi. En 1708 il fut nommé général en chef des armées autrichiennes en Espagne. 
À l’issue des victoires d’Almenar et de Saragosse obtenues avec le concours du corps expéditionnaire britannique de James Stanhope, il parvint à s'emparer de Madrid (1710), mais ne put tenir cette place que quelques semaines : devant la défiance des Castillans vis-à-vis du prétendant Habsbourg, il était contraint de quitter la ville en décembre 1710. Défait coup sur coup par les troupes franco-espagnoles à Brihuega (8 décembre) et à Villaviciosa (10 décembre), il se replia avec les débris de son armée en Catalogne, où l’archiduc Charles, qui ré-embarquait pour l'Autriche, le nomma vice-roi.
À la suite des traités d'Utrecht (1713), l’archiduc Charles, couronné empereur sous le nom de Charles VI, lui ordonna l’abandon de la Catalogne au nouveau roi d'Espagne. Starhemberg fit évacuer ses troupes sur Gênes à bord de navires britanniques.

### Carrière ultérieure
Il passa les années suivantes à Vienne, assurant seulement l’intérim du prince Eugène en tant que généralissime contre les Turcs de 1716 à 1718. Lorsqu’il mourut en 1737, il était gouverneur de Slavonie.

### Source
- (de) Meyers Konversationlexikon, 1888-1890 (réimpr. 4e éd.).